# Есим (Западно-Казахстанская область)
Есим (каз. Есім) — село в Акжаикском районе Западно-Казахстанской области Казахстана. Входит в состав Базаршоланского сельского округа. Код КАТО — 273245200.

## Население
В 1999 году население села составляло 281 человек (149 мужчин и 132 женщины). По данным переписи 2009 года, в селе проживали 244 человека (149 мужчин и 95 женщин).